# Macropteranthes montana
Macropteranthes montana är en tvåhjärtbladig växtart som först beskrevs av Ferdinand von Mueller, och fick sitt nu gällande namn av Ferdinand von Mueller. Macropteranthes montana ingår i släktet Macropteranthes och familjen Combretaceae. Inga underarter finns listade i Catalogue of Life.